# Wellington Lima
Wellington "Well" Lima (São Paulo, 10 de maio de 1967) é um ator, dublador e diretor de dublagem brasileiro.

## Biografia
Trabalha como diretor de dublagens em vários estúdios de dublagem, fez vários trabalhos como dublador. Seus personagens mais conhecidos são Bender de Futurama, Stewie Griffin de Uma Família da Pesada, os personagens de Dragon Ball como o Majin Boo (todas as fases/transformação), Dohko de Libra e Ban de Lionet ambos de Os Cavaleiros do Zodíaco.
Em 2009, Wellington Lima concorreu ao VII Prêmio Yamato, o Oscar da Dublagem Brasileira, pela direção de dublagem do seriado Dr. House, junto com o também diretor de dublagem Alfredo Rollo. Ele já havia sido indicado ao prêmio na mesma categoria em 2004, juntamente com Wendel Bezerra, por seu trabalho em Os Cavaleiros do Zodíaco.

## Principais trabalhos
- Morgan em The Walking Dead
- Alexander Mahone em Prison Break (Temporada 2), (Temporada 3) e (Temporada 4)
- Judas (Joe Wredden) em A Bíblia
- Bender em Futurama (a partir da 5.ª temporada)[4]
- Juiz do 22.º Torneio de Artes Marciais, Tao Pai Pai, Raditz, Majin Boo, Bardock, Tapion, yam, e personagens secundários em Dragon Ball / Z / GT / Kai / Dragon Ball Super [1][4]
- Pilatos em A Paixão de Cristo[4]
- Capitão Kenpachi Zaraki em Bleach
- Shredder em Tartarugas Ninja (2003, 2012)
- Dohko de Libra (Jovem), Ban de Lionet, Sirius de Cão Maior em Saint Seiya[5]
- Zabuza Momochi, Jirocho Wasabi, Kisame Hoshigaki (1.ª voz), Zetsu (lado branco) e Raposa de Nove Caudas (Kurama) em Naruto[6]
- Kanryuu Takeda (apenas no episódio 8), Jinjou e Hajime Saitou em Samurai X[1]
- Professor Carvalho, PokéDex em Pokémon[1]
- Sniper em Autopista[1]
- Fausto em Saber Marionette[1]
- Angus Scattergood em Rock Dog - No Faro do Sucesso (2.ª dublagem)
- Mercury em Silverwing
- Aoba (Evangelion)
- Um yakuza (Gantz)
- Fancy Pants em My Little Pony: A Amizade É Mágica
- Draco em As Aventuras de Jackie Chan
- Kenpachi Zaraki (Bleach)
- Van Argeno (Blood+)
- Herman Kaltz (Super Campeões Road to 2002 - episódios finais)
- Kuro (One Piece)
- Rory Peters (Premonição 2)
- Cressoir (Noir (anime))
- Jax (Mortal Kombat)
- Agente Especial Jethro Gibbs (NCIS)
- Tallahassee (Zombieland)
- Bruce Lee (grande parte de seus filmes)
- Hanson (Dead Space: Downfall)
- Rokusho (Medabots)
- Sam Hanna (NCIS: Los Angeles)
- Alec Hardison (Leverage - Acertos de Contas)
- Dr. Eric Foreman (Dr.House)
- Alexander Mahone (Prison Break)
- Oscar (The Walking Dead)
- Sargento JT Sanborn (Guerra Ao Terror)
- Darryl Parks (A.N.T Farm)/Programa De Talentos
- Rei dos Mortos (Paul Norell) em O Senhor dos Anéis: O Retorno do Rei
- Madril (John Bach) em O Senhor dos Anéis: O Retorno do Rei
- Tyrannicus Tigre (Animália)
- Roger Baxter em Littlest Pet Shop (2012)
- Hakim Alston/Machine em WMAC Masters
- Fancy Pants e Bulk Biceps em My Little Pony: A Amizade É Mágica
- Dogbert em Dilbert
- Kanan Jarrus / Caleb Dume em Star Wars Rebels
- Falcão (Sam Wilson) em Avengers Assemble
- Killer Bean em Killer Bean - O Super Herói
- Todd Phillips (Dominic Gould) em Detroit: Become Human
- Brimstone em Valorant.

## Direção de dublagem
- Dr. House[2]
- Cavaleiros do Zodíaco, diretor da redublagem dos episódios clássicos[7]
- Dr.ª Quinn, longa-metragem[8]
- Naruto Shippuuden: Kurama
- Dragon Ball Super (atualmente)
- Lucifer (atualmente)

## Jogos
- Cara do Tutorial em Ride
- Kano em Mortal Kombat X e Mortal Kombat 11
- Capuz Vermelho em Injustice 2
- Orcs em Terra-Média: Sombras de Mordor
- Todd Williams em Detroit: Become Human
- Mecha de Hammond em Overwatch

## Participação em eventos
Wellington foi convidado para participar do Anime Friends em 2018, junto com colegas como Wendel Bezerra e Tânia Gaidarji.

## Outros trabalhos
Wellington fez vozes para três CDs e para o site de Pokémon e atualmente faz a voz de Kurama no anime Naruto Shippuuden e Majin-Boo em Dragon Ball Super